# Sóc lớn phương Đông
Sóc lớn phương Đông (chi Ratufa) tạo thành một đơn vị phân loại trong họ Sóc với tên gọi là phân họ Ratufinae. Ngày nay, chúng được tìm thấy tại khu vực Nam và Đông Nam Á.
Hiện tại người ta công nhận 4 loài sóc lớn phương Đông còn sinh tồn là:
- Sóc lớn nâu bạc, Ratufa affinis. Tên gọi trong tiếng Việt là sóc nâu bạc
- Sóc lớn đen, Ratufa bicolor. Tên gọi trong tiếng Việt là sóc đen
- Sóc lớn Ấn Độ, Ratufa indica
- Sóc lớn xám, Ratufa macroura

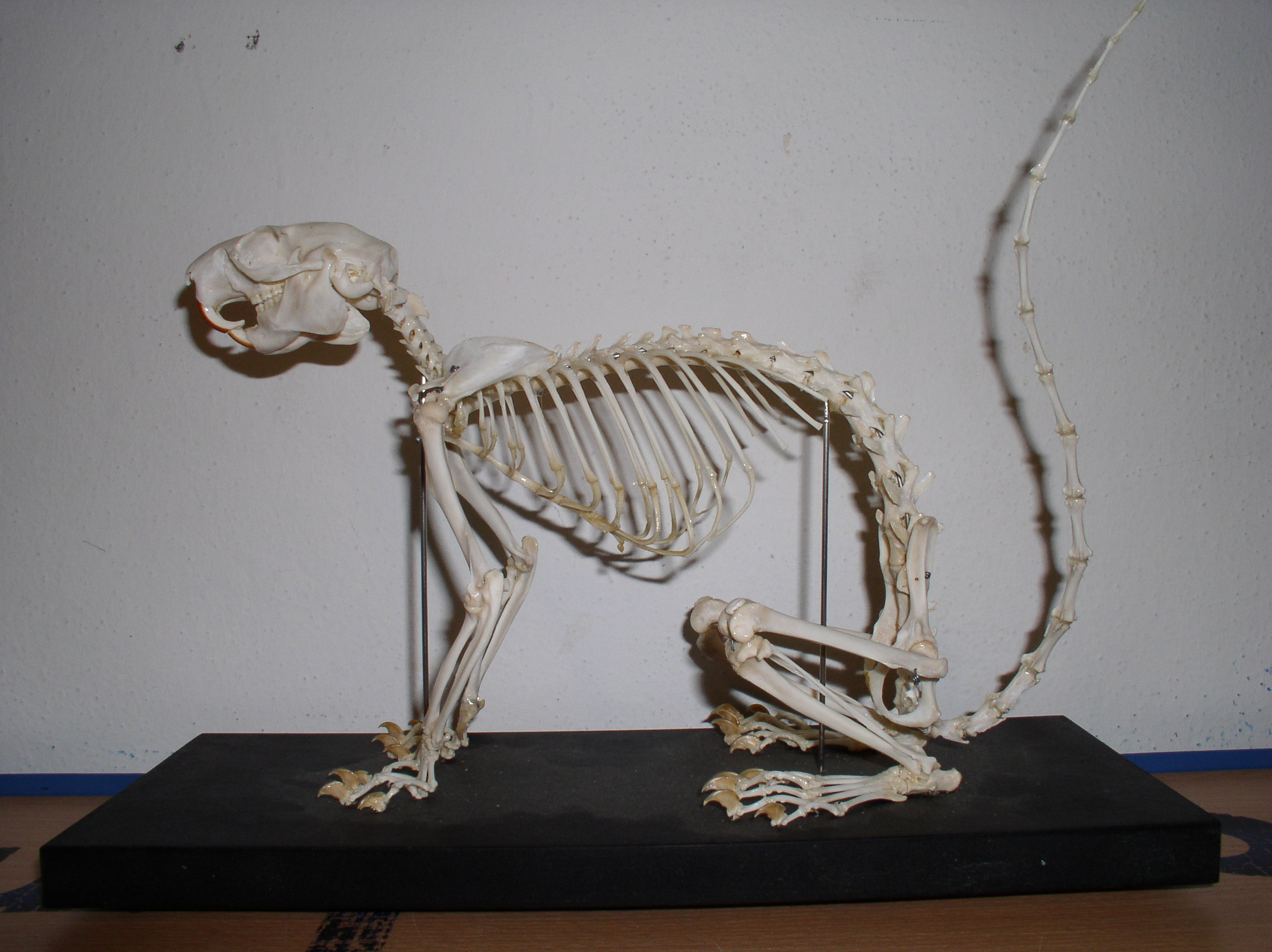
Bộ xương của một loài Ratufa

Trong thời tiiền sử nhánh này là phổ biến rộng hơn. Cụ thể, các động vật rất giống như Ratufa, rất có thể thuộc về chi này và ít nhất là thuộc về phân họ Ratufinae – đã là một phần của quần động vật Hambach, Đức trong thời gian tương ứng với đầu tầng Langhe, Trung Miocen, vào khoảng 16-15,2 triệu năm trước.

## Hình ảnh

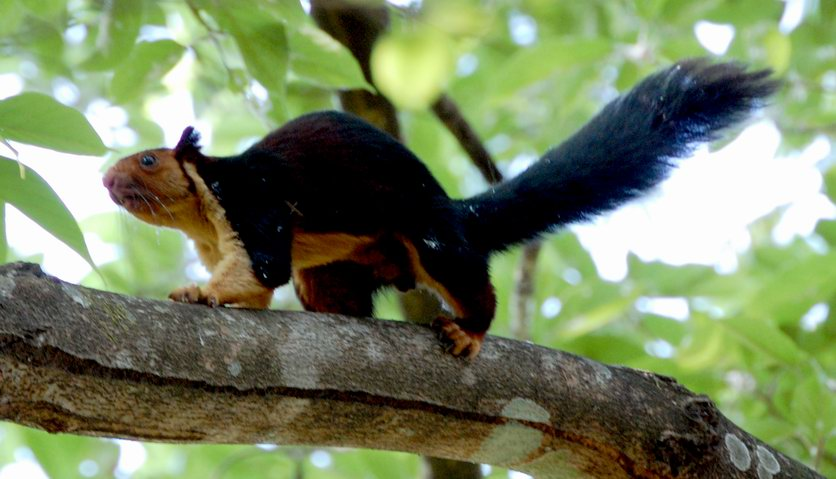
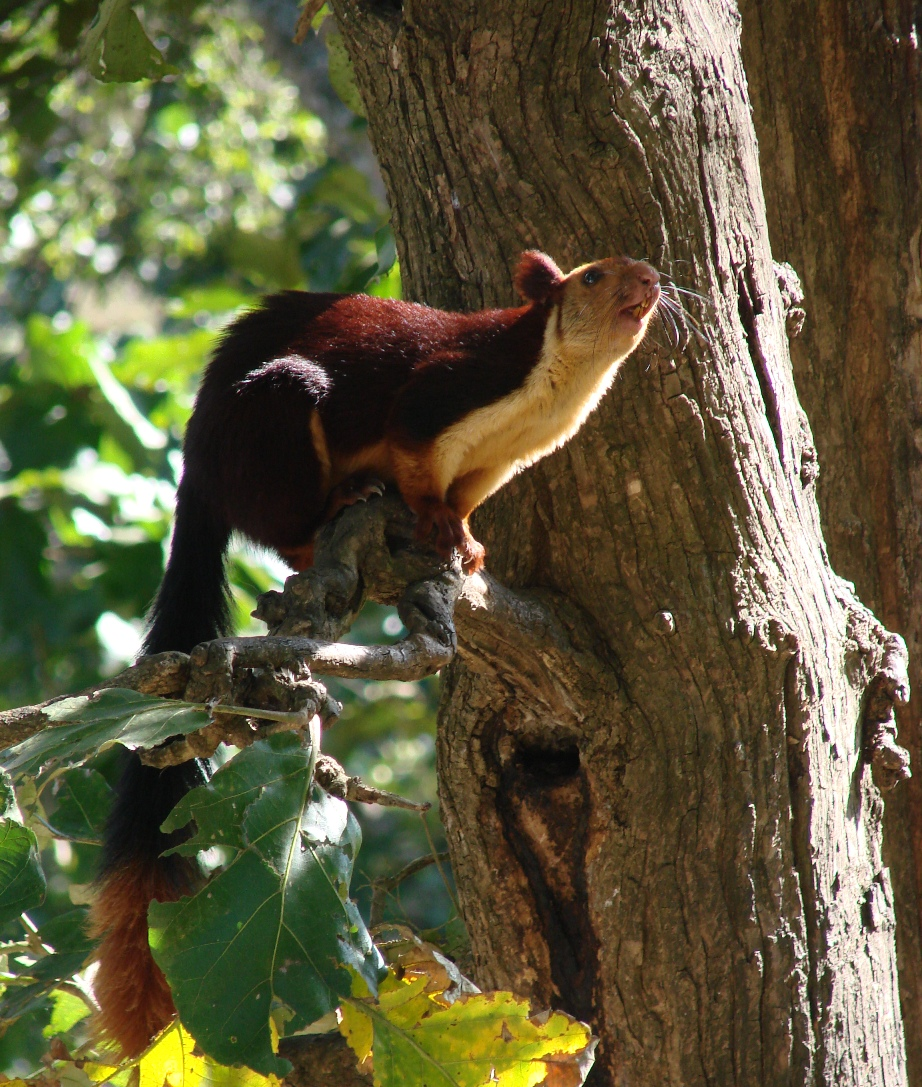
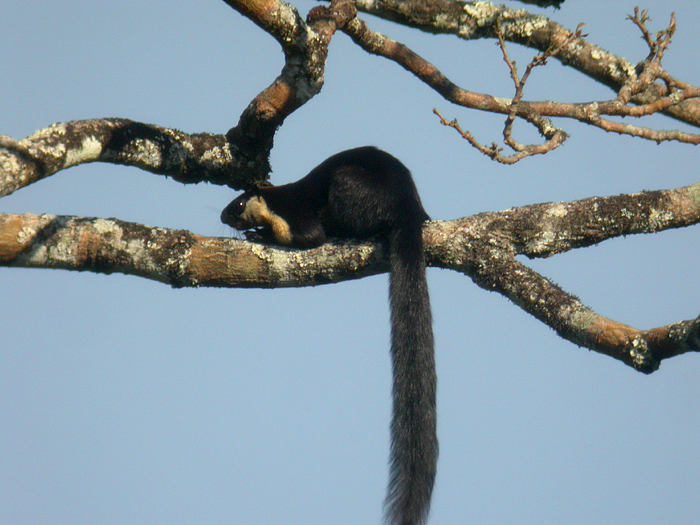
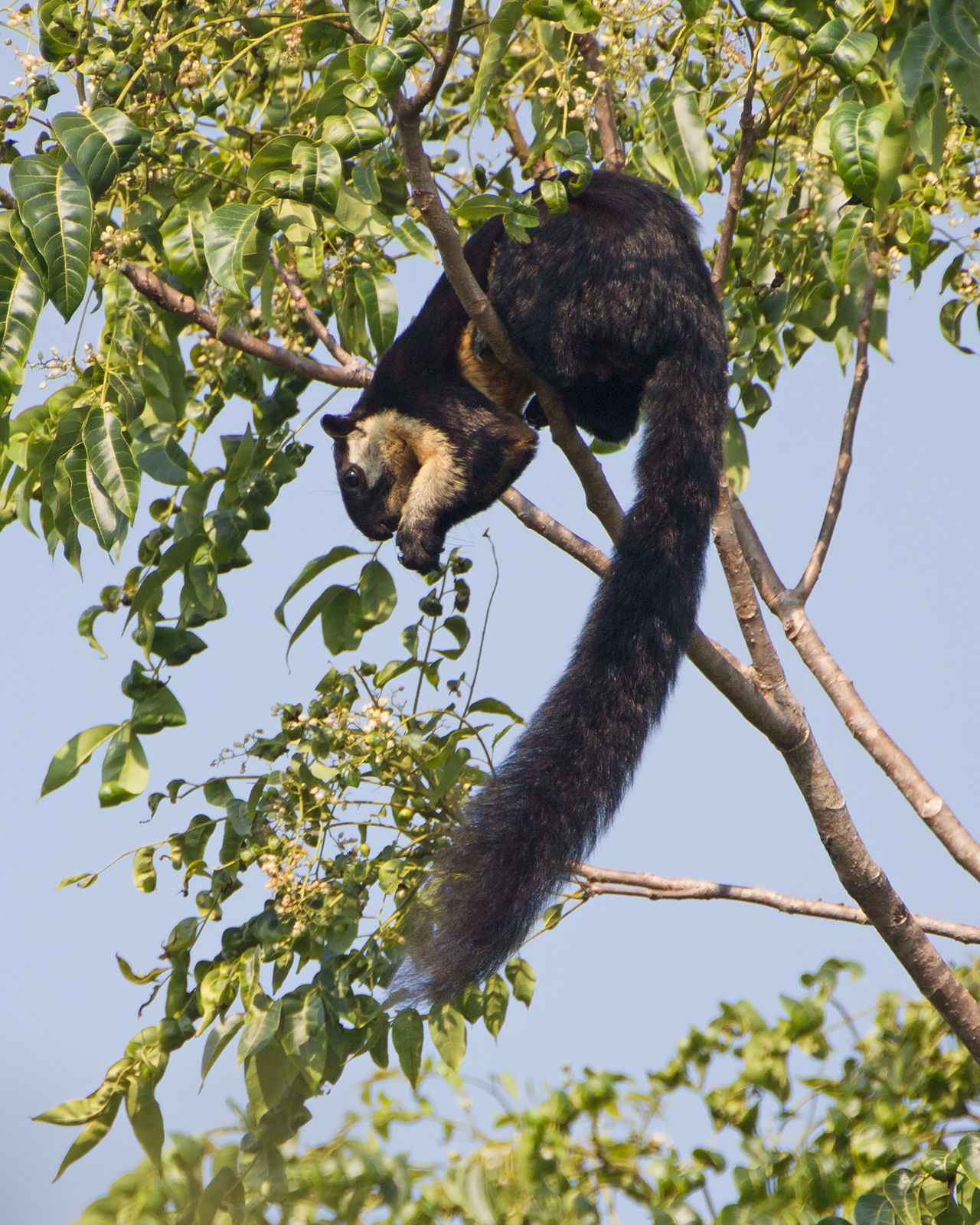